# Phylloscopus laurae
Phylloscopus laurae е вид птица от семейство Phylloscopidae.

## Разпространение
Видът е разпространен в Ангола, Замбия, Демократична република Конго и Танзания.